# Cantó de Houilles
El cantó de Houilles és un cantó francès del departament d'Yvelines, situat al districte de Saint-Germain-en-Laye. Des del 2015 té tres municipis i el cap és Houilles.

## Municipis
- Carrières-sur-Seine
- Houilles
- Montesson

## Història
| Data d'elecció                           | Identitat           | Partit         | Qualitat |
| ---------------------------------------- | ------------------- | -------------- | -------- |
| 1964-1967                                | Albert Taglang      | Sense etiqueta |          |
| 1967-1970                                | M. Pasquier         | PCF            |          |
| 1970-1976                                | Pierre Bourson      | RI             |          |
| 1976-1982                                | Eugène Seleskovitch | PCF            |          |
| 1982-1994                                | Alain Mahiet        | RPR            |          |
| 1994-2001                                | Nicole Trézières    | Divers gauche  |          |
| 2001-                                    | Alexandre Joly      | Sense etiqueta |          |
| les dades anteriors no són pas conegudes |                     |                |          |
|                                          |                     |                |          |